# Wapen van Groningen (provincie)

Provinciewapen van Groningen (sinds 1947)

Voormalig provinciewapen, zoals gepubliceerd door de HRvA

Het wapen van de provincie Groningen is officieel vastgesteld op 30 december 1947, maar dateert al uit de zestiende eeuw. Het kwam tot stand nadat de stad en de Ommelanden, na de reductie van de stad in 1594, in één gewest verenigd werden. Het wapen is dan ook een combinatie van het wapen van de stad en het wapen van de Ommelanden. Het wapen vertoont alleen in kleuren verwantschap met de vlag van Groningen. 
De beschrijving luidt: 
 "Gevierendeeld; I en IV in goud een dubbele adelaar van sabel, dragende op zijn borst een schildje van zilver, beladen met een dwarsbalk van sinopel; II en III in zilver drie linker schuinbalken van azuur, vergezeld van elf schuingeplaatst harten van keel 1, 4, 4, 2. Het schild gedekt met een gouden kroon van vijf bladeren en vier paarlen en ter wederzijde vastgehouden door een leeuw van goud."
In het eerste en vierde kwartier staat het wapen van de stad. Een gouden schild met daarop de Duitse adelaar (als in het wapen van Duitsland) met twee koppen en een schild met het oorspronkelijke wapen van de stad: doorsneden in drieën van zilver en sinopel (groen). Met dit wapen wordt niet alleen de stad gesymboliseerd, maar ook de gebieden die rechtstreeks onder het bestuur van de stad vielen, namelijk het Gorecht, beide Oldambten, delen van het Reiderland, Westerwolde en later ook de Veenkoloniën.
In het tweede en derde kwartier staat het wapen van de Ommelanden. Dit bestaat uit een zilveren schild met drie rechterschuinbalken van lazuur (blauw) en elf harten van keel (rood), gelijkend op de vlag van Friesland (maar niet op het wapen van Friesland); de Ommelanden werden door de jonkers aldaar in de 15e en 16e eeuw ook wel Klein Friesland genoemd om zich af te zetten tegen de naam Ommelanden, die naar de Stad verwees. De drie balken symboliseren de drie Ommelanden: Hunsingo, Fivelingo en Westerkwartier. De elf rode harten verwijzen naar de elf onderkwartieren.
Het wapen wordt gedekt door een gouden kroon van vijf bladeren en vier parels. Het wordt aan weerszijden vastgehouden door een gouden leeuw als symbool van de Nederlanden. 
Voor 1949 had de provincie een wapen (waarvan het besluit niet meer bekend is) zonder schildhouders in gebruik. De adelaars op het oude wapen waren rood gebekt en geklauwd. Opmerkelijk is dat azuur en zilver op de officiële tekening zijn verwisseld.